# النظام الأساسي لماكاو
النظام الأساسي لماكاو (بالبرتغالية: Estatuto Orgânico de Macau، EOM، بالصينية: 澳門 組織 章程) كان قانونًا أساسيًا برتغاليًا (القانون رقم 1/76) الذي نص على حكومة ماكاو البرتغالية. تمت الموافقة على التشريع البرتغالي في 17 فبراير 1976، كما أعاد تصنيف ماكاو على أنها «إقليم صيني تحت الإدارة البرتغالية».
تم تعديل النظام الأساسي على التوالي بموجب القانون رقم 53/79 المؤرخ 14 سبتمبر 1979، والقانون رقم 13/90 المؤرخ 10 مايو 1990، والقانون رقم 23-A/96 المؤرخ 29 يوليو 1996.
في 20 ديسمبر 1999 توقف القانون الأساسي عن العمل بعد تطبيق قانون ماكاو الأساسي لماكاو، حيث أصبحت المنطقة منطقة إدارية خاصة لجمهورية الصين الشعبية.